# Посавье
Великая жупа Посавье (хорв. Velika župa Posavje) — административно-территориальная единица Независимого государства Хорватии, существовала в период с 15 июля 1941 по 8 мая 1945 года на территории современных Хорватии и Боснии и Герцеговины. Административный центр — Славонски-Брод. Название великой жупы происходит от географической области Посавина, другое название которой — Посавья. По состоянию на 1941 год занимала площадь 5 554 км² с населением в 498 398 человек.
Гражданской администрацией административно-территориальной единицы руководил великий жупан, назначавшийся поглавником Хорватии Анте Павеличем.
Великая жупа Посавье имела деление на «котарские области» (хорв. kotarske oblasti), названные по их административными центрами:
- Биелина
- Брчко
- Славонски-Брод
- Дервента
- Градачац
- Жупаня (с 5 июля 1944 года)
- Брод (в статусе «котарской ипоставы», хорв. kotarska ispostava)
- Босански-Шамац (в статусе «котарской ипоставы», хорв. kotarska ispostava)
- Оджак (в статусе «котарской ипоставы», хорв. kotarska ispostava)

Кроме того, в отдельную административную единицу был выделен город Славонски-Брод.
С реорганизацией великих жуп Независимого государства Хорватии на основании Постановления о великих жупах от 5 июля 1944 район Жупаня вошёл в состав великой жупы Вука.
14 октября 1944 в великой жупе было объявлено чрезвычайное положение, поэтому гражданскую администрацию заменила военная. Полномочия по решению вопросов гражданского управления перешли к представителю администрации, подчинённому командующему вооружёнными силами региона.